# Show Maravilha
Show Maravilha foi um programa de televisão infantil do SBT,  tendo a apresentação de Mara Maravilha. Foi exibido de 6 de abril de 1987 a 16 de fevereiro de 1994, com reprises até 31 de março de 1994. Inicialmente indo ao ar nas tardes da emissora, às 16h30, substituindo a segunda sessão do programa Bozo. Saiu do ar em 1994, quando foi substituído em abril daquele ano pelo Programa Sérgio Mallandro.

## O Programa
Estreou em 6 de abril de 1987, um mês depois do aniversário de Mara Maravilha, e foi criado para fazer frente ao Xou da Xuxa, que garantia bom ibope nas manhãs da TV Globo. O Show Maravilha, ao contrário deste, era exibido no horário das tardes, inicialmente das 16:30 às 18:15. Mas com o sucesso da atração, o tempo de duração do programa foi sendo aumentado, chegando a ser transmitido das 14:30 às 19:00 em 1988 e às 15:00 em 1989. Assim como de início, a atração era transmitida apenas de segunda á sexta, mas a partir de 1989, o programa começou a ser transmitido também aos sábados.
A apresentadora comandava brincadeiras com o auditório, recebia convidados e atrações musicais. Ainda cantava suas próprias canções e apresentava suas coreografias, anunciando também a exibição de videoclipes e desenhos animados.
O diferencial do programa estava em ter uma apresentadora morena, com características tipicamente brasileiras e nordestinas, enquanto os outros programas infantis tinham apresentadoras louras (Xuxa, Angélica, Mariane e outras). Embora poucos saibam, Mara foi uma das pioneiras no comando de programas infantis (com apresentadoras solo) com auditório. Ainda antes de Xuxa se transformar em febre das crianças, Mara já havia comandado o Clube do Mickey e outras atrações infantis na televisão local da Bahia.
Com o sucesso do Show Maravilha, já a partir do seu segundo ano, passou por uma série de aprimoramentos, não só no cenário, mas também teve algumas mudanças no elenco do programa. Mara, que antes possuía apenas as assistentes de palco chamadas de Borboletas, ganhou também  um time de garotas que cantavam, dançavam e assessoravam a apresentadora chamado "As Maravilhas", enquanto que as borboletas passou a ser interpretado por um time de meninas mais novas que, no último ano do Show Maravilha, tiraram a roupa de borboletinha e passaram á vestir roupa de ginástica; eram chamadas de aeróbica maravilha. No programa, também foi formado o conjunto musical Trio Maravilha, grupo musical que basicamente se apresentava no programa e em shows da apresentadora, e chegaram á gravar um disco.
O programa Show Maravilha acabou indo para o horário da manhã em agosto de 1991. E se Xuxa tinha os seus paquitos, na época Mara Maravilha ganhou a versão masculina das "Maravilhas", e nascia os "Marotos", no qual Paulinho, que inicialmente era o maquinista do Trem no qual Mara Chegava, fez parte por vários anos como Maroto e acabou casando com a apresentadora. De tempos em tempos, o programa passava por reformulações, ganhando novo cenário e abertura, assim como novos quadros e desenhos. O horário de exibição também passou por várias mudanças, sendo a maior delas a que transferiu-o das tardes para as manhãs, passando a concorrer diretamente com o Show da Xuxa.
O Show Maravilha ficou no ar até 28 de fevereiro de 1994, quando a apresentadora resolveu deixar o SBT e partir para a carreira internacional, passando a comandar o Show Mara Maravilha na Argentina, no canal Telefe.

## Audiência
Quando era exibido no horário da tarde, o programa dobrou a audiência do programa do Bozo que ocupava o horário do Show Maravilha anteriormente em seguida foi transferido para a manhã e chegou a bater a TV Colosso no Ibope e atingir índices próximos ao Xou da Xuxa, ambos da Globo.
Em 1989 o Show Maravilha registrava 14 pontos de média, mesmo índice que Xuxa obtinha pela manhã. No mesmo ano o programa chegou á registrar 10 pontos de média contra 5 do Clube da Criança apresentado por Angélica na Rede Manchete.

## Trilha sonora

### Show Maravilha (álbum)
Show Maravilha é a trilha sonora do programa infantil de mesmo nome, lançado em 1992. O álbum era composto em sua maioria por músicas cantadas por cantores mirins que foram lançados no Show Maravilha, pelo elenco do programa e por artistas que eram amigos de Mara. O disco contém de três faixas cantadas pela apresentadora sendo que a única inédita foi Você Precisa Acreditar cantada por Mara e Arilma tornando-se uma música exclusiva desse álbum

## Faixas
| N.º | Título                    | Intérprete                           | Duração |  |
| 1.  | "Convidado Especial"      | Mara Maravilha                       | 2:12    |  |
| 2.  | "Direito da Criança"      | Mara Maravilha, Marotos e Maravilhas | 2:28    |  |
| 3.  | "Estrela & Destino"       | Maria Safadinha                      | 1:58    |  |
| 4.  | "Devora-me"               | Marotos                              | 3:04    |  |
| 5.  | "Você Precisa Acreditar"  | Mara Maravilha & Tia Arilma          | 3:09    |  |
| 6.  | "Som & Festa"             | Grupo Ping Pong                      | 4:01    |  |
| 7.  | "Curumim"                 | Mara Maravilha                       | 3:46    |  |
| 8.  | "Coisa de Criança Feliz"  | Grupo Ping Pong                      | 3:19    |  |
| 9.  | "O Amor é Fácil de Achar" | Maravilhas                           | 3:35    |  |
| 10. | "Zimbabuê"                | Viviane Tripodi                      | 2:54    |  |
| 11. | "Te Quero Mais"           | Carmen                               | 3:17    |  |
| 12. | "Brincar"                 | Mara Maravilha                       | 2:21    |  |

## Cancelamento do Programa
- Após várias propostas, sendo uma delas, a retirada da plateia e cenários, onde Mara ficaria limitada a apenas apresentar os desenhos, ela não renovou seu contrato com o SBT, ocorrendo assim, o encerramento brusco do Show Maravilha, que foi ao ar com programas inéditos até o dia 16 de fevereiro de 1994, não havendo um programa de despedida. Seguiu com reprises até 5 de março de 1994[2] em seguida, a Sessão Desenho com Vovó Mafalda ganhou 45 minutos a mais de exibição, e as 10h Eliana entraria no ar com o Bom Dia & Cia, ocupando provisoriamente o horário do Show Maravilha até às 12h30. Em 11 de abril de 1994 foi substituído pela estreia do Programa Sérgio Mallandro, que voltou à emissora após 4 anos.

## Reprises
Alguns trechos do programa foram reexibidos no Quem Não Viu, Vai Ver em meados de 2008. 
Em junho de 2011, o Programa Silvio Santos resgatou a participação de Patrícia Abravanel e suas irmãs em uma edição datada de 1988.
Entre janeiro e maio de 2025, alguns episódios foram reexibidos na íntegra pelo canal +Saudade do streaming +SBT na faixa De Volta à Infância com transmissão nas terças ás 20h.